# Nikola Šnjarić
Nikola (Mika) Šnjarić (3. kolovoza 1919. – 17. siječnja 2008.) je bio hrvatski motociklist i vozač speedwaya iz Crikvenice. Bio je političar, ugostitelj, vozač moto-utrka - utrka prvenstva svijeta.
Bio je "kralj hrvatskih moto-trkališta". Osobito se proslavio vožnjama na mototrkalištu u Črnomercu i Miramareu, mototrkalištu podignutom 1932. na zagrebačkoj Miramarskoj cesti poslije Paromlinske, a prije igrališta Građanskog u Kupskoj. Natjecao se je u kategoriji 125 ccm. Vozio je Pucha. Strast vožnje zadržao je do u duboku starost. Pedeset i više je godina vozio na svom motociklu.
Pretkraj života planirao je objaviti knjigu svojih športskih uspomena. U tu se svrhu našao s poznatim športskim novinarom Zvonimirom Magdićem. Nešto je počeo pisati i prikupio je dosta slika no Šnjarić rad nije dovršio.